# Thaya morave
Pour les articles homonymes, voir Thaya (homonymie).
La Thaya morave (en tchèque : Moravská Dyje ; en allemand : Mährische Thaya) est une rivière tchèque et autrichienne, longue de 68 km et qui constitue la Thaya lors de sa confluence avec la Thaya allemande, donc un sous-affluent du Danube par la Morava.